# کمال‌آباد (مهریز)
کمال‌آباد روستایی در دهستان ارنان بخش مرکزی شهرستان مهریز استان یزد ایران است.

## جمعیت
بر پایه سرشماری عمومی نفوس و مسکن در سال ۱۳۹۵ جمعیت این روستا ۶۲ نفر (۲۲خانوار) بوده‌است.